# Mendozazo

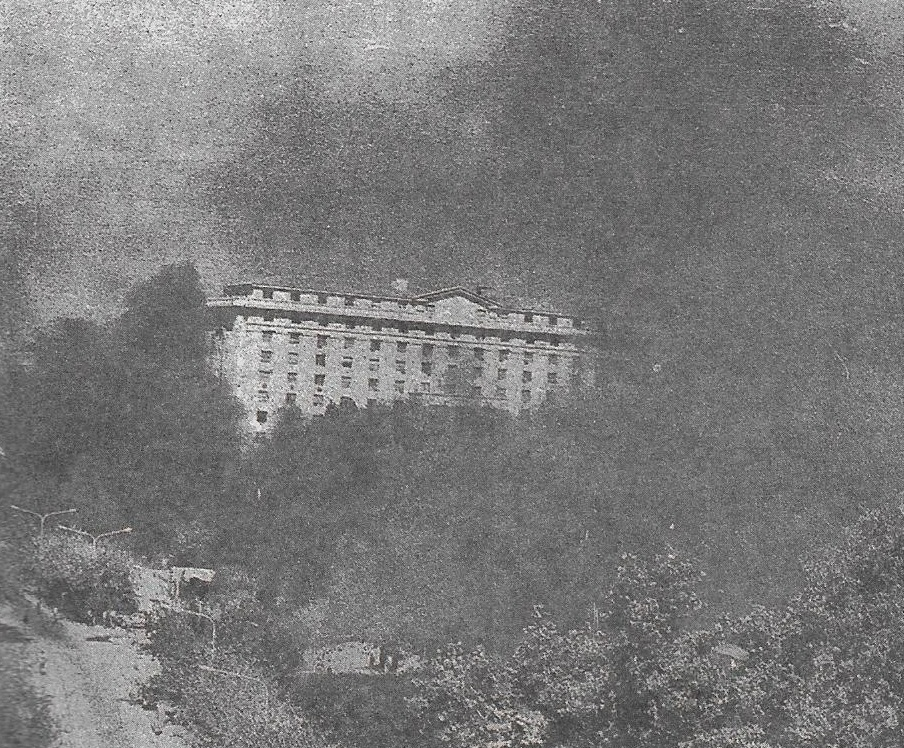
Estallido Social en la provincia argentina de Mendoza.

El «Mendozazo» fue una protesta social ocurrida entre el 4 y 7 de abril de 1972 en Mendoza, provincia de la región occidental de la Argentina. El nombre se debe a sus similitudes como movimiento social con el «Cordobazo», producido el 29 de mayo de 1969 en la provincia de Córdoba. En el curso de la misma, fueron asesinadas por la Policía de Mendoza tres personas: el canillita Ramón Quiroga, la comerciante Susana Gil de Aragón y el estudiante Luis Mallea. Formó parte de la serie de puebladas que se produjeron en Argentina entre 1969 y 1972.

## Antecedentes
Tras el reemplazo del presidente de facto Juan Carlos Onganía por Roberto Marcelo Levingston en 1970, la dictadura gobernante designó en el puesto de interventor federal en Mendoza al exgobernador Francisco Gabrielli.
A principios de 1972, ya se habían manifestado dos huelgas generales, y en Mendoza el Sindicato Unido de Trabajadores de la Educación logró un paro para el día del inicio de clases. Pocos días habían pasado de esto y la Secretaría de Energía aumentó la tarifa de electricidad en un 300 %.

## Los hechos
El estallido se originó en una enorme manifestación ante la casa de gobierno provincial realizada el día 2 de abril, convocada por la Coordinadora No Pague La Luz, para oponerse a un aumento del 300% en las tarifas de electricidad que había dispuesto la dictadura que en ese momento gobernaba el país. La respuesta de Francisco Gabrielli, histórico dirigente del Partido Demócrata (conservador), fue prohibir las manifestaciones en la provincia. Dos días después la CGT había declarado una huelga general en todo el país. En Mendoza la huelga general obró como catalizador de todos los conflictos sociales que se venían acumulando en la provincia. Los obreros de la CGT, las maestras que estaban en huelga y no habían iniciado las clases, los estudiantes universitarios y secundarios, ocuparon las calles de la ciudad y respondieron con piedras y barricadas a la represión ordenada por Gabrielli, que causó cientos de heridos y la muerte del canillita Ramón Quiroga. La incapacidad de Gabrielli para retomar el control de la ciudad fue tal que hasta la propia casa de gobierno fue atacada por los manifestantes. Esa misma noche la junta militar en el poder declaró a Mendoza "en emergencia" y echó a Gabrielli.
Pese a la gravedad de la protesta, la dictadura decidió mantener el aumento de las tarifas eléctricas. Al día siguiente (5 de abril) la CGT local decretó la huelga general que tuvo acatamiento masivo, pese a que debido a la censura no fue difundida por los medios de comunicación masivos. Una multitud se movilizó para hacerse presente en el entierro de Ramón Quiroga y los enfrentamientos se extendieron a los departamentos de Guaymallén y Las Heras, que fue declarada por los insurrectos "zona liberada. Ese día murió de un tiro en la cara la comerciante Susana Gil de Aragón. Los combates continuaron los días 6 y 7 de abril, con la ciudad y sus alrededores en penumbras por la destrucción del alumbrado público y en gran parte bajo el control de los manifestantes. Este último día fue asesinado también el estudiante Luis Mallea, de 18 años. Ante la imposibilidad de controlar la situación, la dictadura decidió esa noche anular el aumento de las tarifas eléctricas. Diversas organizaciones civiles se pronunciaron acerca de la represión que tuvo lugar en la ciudad.